# Нове Борсукі
Нове Борсукі (пол. Nowe Borsuki) — село в Польщі, у гміні Затори Пултуського повіту Мазовецького воєводства.
Населення — 106 осіб (2011).
У 1975-1998 роках село належало до Остроленцького воєводства.

## Демографія
Демографічна структура станом на 31 березня 2011 року:
|          | Загалом | Допрацездатний вік | Працездатний вік | Постпрацездатний вік |
| -------- | ------- | ------------------ | ---------------- | -------------------- |
| Чоловіки | 48      | 4                  | 36               | 8                    |
| Жінки    | 58      | 14                 | 31               | 13                   |
| Разом    | 106     | 18                 | 67               | 21                   |